# 에어하트
에어하트(Airheart)는 댄 골린이 애플 II용으로 설계 및 프로그래밍하고 1986년에 브로더번드에서 퍼블리싱한 액션 게임이다. 

## 특징
에어하트는 16색 이중 고해상도 그래픽 모드를 사용하기 때문에 실행하려면 128K 애플 IIe(또는 그 이상)가 필요하다. 3년간의 개발 끝에 이 게임은 출시 당시 3D 효과를 위해 스케일링된 스프라이트를 사용하여 기술적으로 발전했지만 계획된 모든 기능을 포함하지는 않았다. 골린은 아타리 ST(1988년 제작)와 나중에 아미가(1990년)의 바다 아이를 찾아서가 주제인 타이푼 톰슨으로 게임을 재작업했는데 이는 그가 원래 구상했던 것에 더 가깝다. 조던 메크너는 1986년에 골린의 집을 방문하여 게임의 최종 버전을 보았다. 그는 자신의 일기에 이렇게 썼다. "그것은 놀라운 특수 효과를 가지고 있지만 그것은 아니다 정말 재밌어요."라고 이 게임을 평가했다.

## 게임 플레이
에어하트라는 이름은 플레이어가 얻고자 하는 칭호이다. 사용자는 제트 추진 부양 장치를 제어한다. 그들은 우주선을 탐색하고 로봇 수비수와 싸워야 한다. 영혼 수호자는 플레이어에게 검이나 잔과 같은 특정 아이템을 수집하도록 지시하며 이는 어린 소년 왕자를 구출하기 위한 마지막 전투에 필요하다. 

## 게임에 대한 평가
골린은 6개월 만에 개발한 첫 번째 타이틀인 촙리프터로 큰 성공을 거두었다. 에어하트는 개발하는데 약 3년이 걸렸다. 이것은 그가 흥미를 잃고 완성하지 못한 다른 비디오 게임 개발도 했기 때문이기도 하고 게임 개발에 도움이 되는 많은 연구를 하고 많은 도구를 만들었기 때문이기도 하다. 골린은 자신이 계획한 모든 기능을 포함할 수 없었다. 예를 들어 한번은 터널과 수중 레벨이 작동했지만 시간 제약으로 인해 완료할 수 없었다. 사실 터널과 섬은 게임에 대한 그의 원래 비전의 핵심 요소였지만 당시로서는 너무 야심 찬 계획이었기 때문에 폐기해야 했다. 각 스프라이트의 가장 큰 버전은 수작업으로 만들어졌고 골린은 독점 도구를 사용하여 약 20개의 작은 버전을 만들었다. 이 스프라이트를 랜덤 액세스 메모리에 저장하여 실시간으로 스케일링을 시뮬레이션할 수 있었다. 스프라이트는 많은 메모리를 사용했지만 골린은 다른 동시대 게임의 로우 폴리곤 모양을 싫어했기 때문에 이를 만족시킬 수 있는 유일한 방법이었다. 

## 같이 보기
- 비디오 게임
- 브로더번드